# Mapplethorpe (película)
Mapplethorpe es una película dramática biográfica estadounidense de 2018 escrita y dirigida por Ondi Timoner. El rodaje comenzó el 11 de julio de 2017 en Nueva York y solo duró 19 días. Se estrenó en el Festival de Cine de Tribeca 2018.

## Premisa
Detalla la vida del fotógrafo Robert Mapplethorpe a través de su carrera hasta su muerte en 1989.

## Reparto
- Matt Smith como Robert Mapplethorpe
- McKinley Belcher III como Milton Moore
- Carolyn McCormick como Joan Mapplethorpe
- John Benjamin Hickey como Sam Wagstaff
- Tina Benko como Sandy Daley
- Brian Stokes Mitchell como Father Stack
- Marianne Rendón como Patti Smith
- Kerry Butler como Holly Solomon
- Thomas Philip O'Neill como David Croland
- John Bolton como Harold Jones
- Karan Oberoi como Emilio Acquavella
- Logan Smith como Young Robert
- Brandon Sklenar como Edward Mapplethorpe
- Jason Lopez como Tom Baril
- Anthony Michael Lopez como Jack Fritscher
- Hari Nef como Tinkerbelle
- Martin Axon como Martin Axon
- Mickey O'Hagan como Tina Summerlin

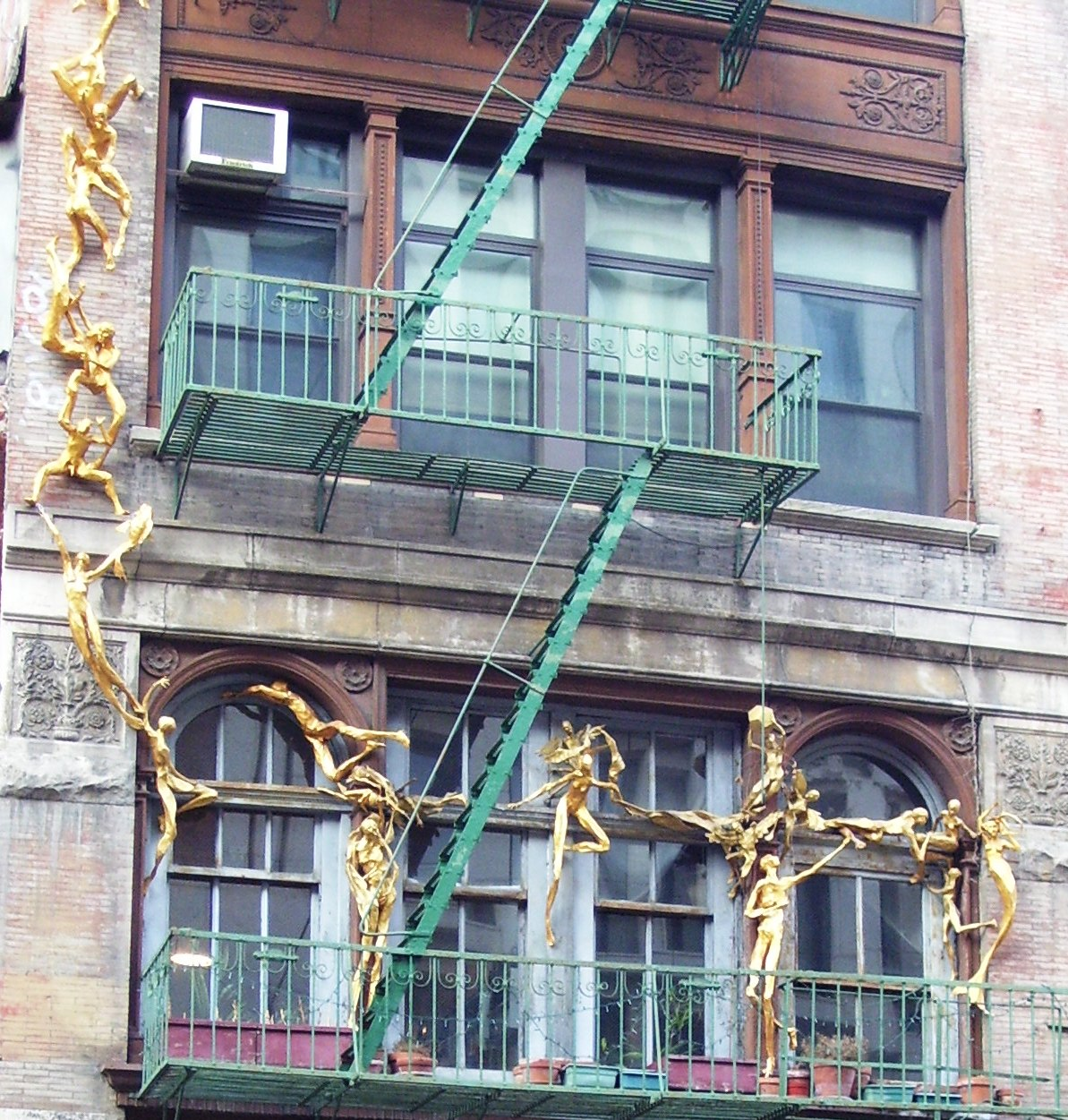
El estudio de Robert Mapplethorpe de 1972 hasta su muerte, en 1989

## Recepción
En el sitio web de reseñas cinematográficas Rotten Tomatoes, la película recibió una calificación de aprobación del 33%, basada en 46 críticas, con una calificación promedio de 4.49 / 10. El consenso crítico del sitio dice: "El enfoque biopic convencional de la película Mapplethorpe hacia un artista decididamente poco convencional socava sus esfuerzos para transmitir los dones que hicieron tan especial a este hombre".